# Soddy-Daisy
Soddy-Daisy – miasto w Stanach Zjednoczonych, w stanie Tennessee, w hrabstwie Hamilton.